# Enrique Castillo
Enrique Castillo est un acteur américain né le 10 décembre 1949 à Calexico en Californie.

## Filmographie

### Cinéma
- 1961 : Raíces de piedra
- 1980 : Chicanos, chasseur de têtes : Arturo
- 1982 : American Teenagers : le conducteur de taxi
- 1983 : El Norte : Jorge le plongeur
- 1985 : Little Treasure
- 1985 : Get Out of My Room : El Coyote
- 1986 : Sans issue : un technicien
- 1986 : The Delos Adventure : Luis Vasquez
- 1990 : Maniac Cop 2
- 1993 : Les Princes de la ville : Montana
- 1995 : Ma famille : Memo Bill
- 1995 : Nixon : Virgilio Gonzales
- 1996 : Mars Attacks! : le colonel hispanique
- 1997 : The End of Violence : Ramon
- 1998 : The Hi-Lo Country : Levi Gomez
- 2000 : Morceaux choisis : Grasiento
- 2004 : En bonne compagnie : Hector
- 2006 : Déjà vu : le père de Claire
- 2007 : Fuego : Oscar
- 2008 : A Beautiful Life (en) : Don Miguel
- 2011 : El Padrino II: Border Intrusion : Jesse Mendoza
- 2013 : El Teniente Amado : Johnny Abbes
- 2013 : Homebound : Gilberto Escamilla
- 2016 : Love Kills : Don Jesus
- 2017 : Beatriz at Dinner : Marcus
- 2018 : The Green Ghost : Sergio
- 2020 : In Other Words : Sabi Segovia

### Télévision
- 1979 : 240-Robert : Pepe (1 épisode)
- 1980 : L'Incroyable Hulk : Larry (1 épisode)
- 1980 : La Famille des collines : Sergent Edward Ramirez (1 épisode)
- 1987-1988 : Santa Barbara : Carlos Lopez et Fr. Velasquez (4 épisodes)
- 1992 : La Loi de Los Angeles : Al Ruiz (1 épisode)
- 1995 : Melrose Place : Ricardo Lopes (1 épisode)
- 1997 : Haute Tension (1 épisode)
- 2000 : Les Anges du bonheur : Carlos Jimenez (1 épisode)
- 2002 : Angel : le médecin (1 épisode)
- 2003 : Shérifs à Los Angeles : Jose (1 épisode)
- 2004 : NIH : Alertes médicales : le gérant (1 épisode)
- 2008-2010 : Weeds : Cesar (25 épisodes)
- 2011 : NCIS : Enquêtes spéciales : Ruleo Medilla (1 épisode)
- 2011 : Enlightened : le protestateur (1 épisode)
- 2014 : Major Crimes : M. Escobedo (1 épisode)
- 2015 : NCIS : Los Angeles : Alejandro Guzman (1 épisode)